# Rubinići (Han Pijesak)
Pour les articles homonymes, voir Rubinići.
Rubinići (en serbe cyrillique : Рубинићи) est un village de Bosnie-Herzégovine. Il est situé dans la municipalité de Han Pijesak et dans la république serbe de Bosnie. Selon les premiers résultats du recensement bosnien de 2013, il compte 27 habitants.
Avant la guerre de Bosnie-Herzégovine, le village fait entièrement partie de la municipalité de Han Pijesak ; après la guerre, son territoire a été partiellement intégré dans la municipalité d'Olovo, rattachée à la fédération de Bosnie-et-Herzégovine.

## Démographie

### Répartition de la population par nationalités (1991)
En 1991, le village comptait 145 habitants, répartis de la manière suivante :